# 扎德爾納河
50°47′12″N 16°2′21″E / 50.78667°N 16.03917°E

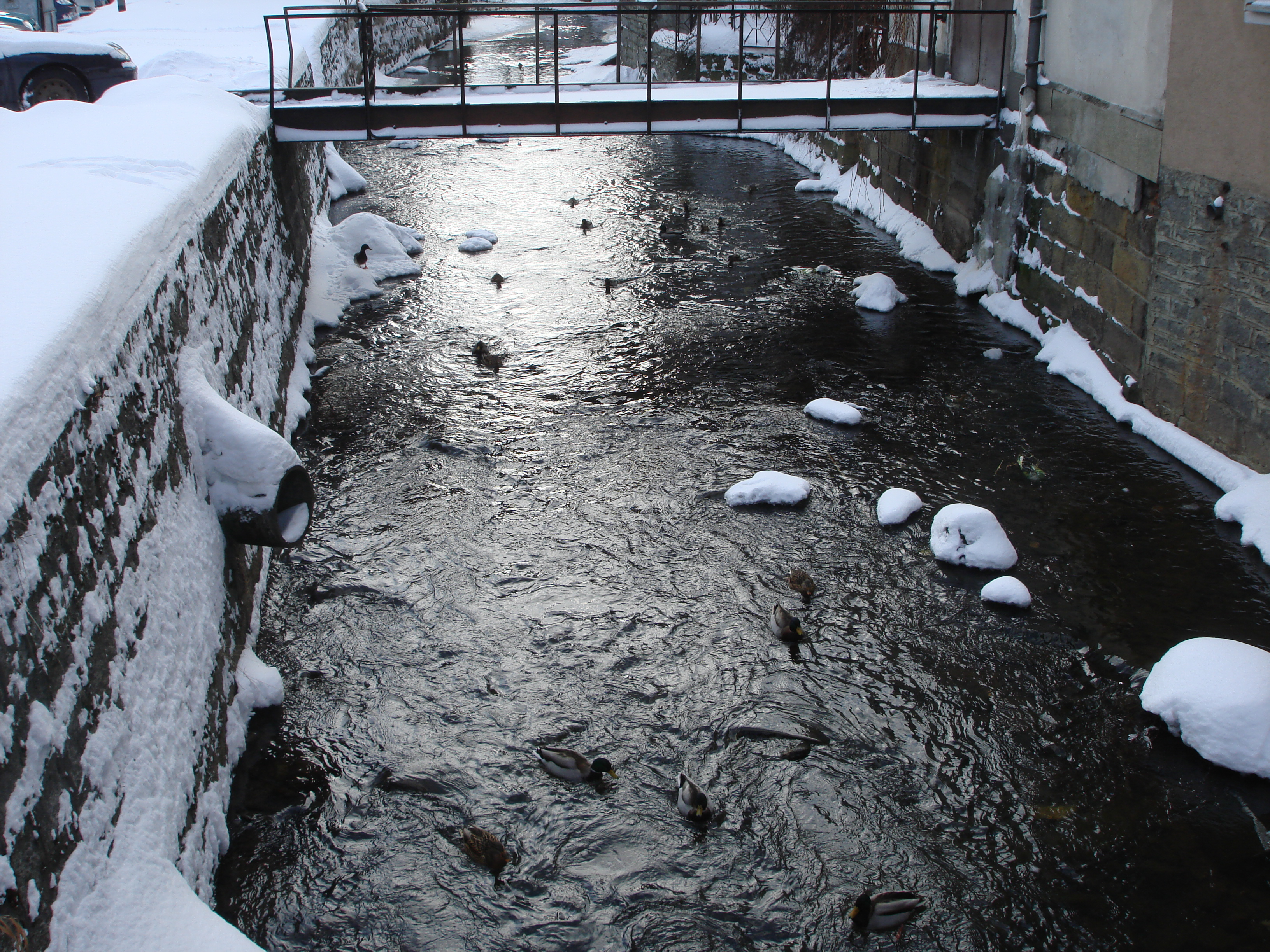

扎德爾納河是波蘭的河流，位於該國西部，處於下西里西亞省，屬於布布爾河的右支流，河道全長20公里，流域面積112平方公里，河口處在卡緬納古拉。